# Nelly Hobsbaum
Nelly Hobsbaum, Pseudonym Nelly Holden (* 7. April 1895 in Wien als Nelly Grün; † 16. Juli 1931 ebenda) war eine österreichische Schriftstellerin und Übersetzerin.

## Leben
Hobsbaum war die Tochter eines Wiener Kaufmanns. Im Jahr 1915 heiratete sie in Zürich den englischen Kolonialbeamten Percy Hobsbaum (1881–1929), den sie vor dem Ersten Weltkrieg in Ägypten kennengelernt hatte, 1917 kam ihr gemeinsamer Sohn Eric Hobsbawm in Alexandria zur Welt. Etwa zu Kriegsende zog das Paar wieder nach Wien, wo die Tochter Nancy Margaret Rose (1920–1991) zur Welt kam.
Um 1930 übersetzte sie mehrere Werke von Martha Ostenso. In einem journalistischen Text widmete sie sich der (auch eigenen) schwierigen finanziellen Situation zur Zeit der Weltwirtschaftskrise.
Hobsbaum erkrankte an Tuberkulose, verschiedene Aufenthalte in Sanatorien führten zu keiner Besserung. Sie starb erst 36-jährig im Rothschild-Spital und wurde am Wiener Zentralfriedhof (Gruppe 16, Reihe 8, Nummer 27) begraben.

## Werke
- Elisabeth Chryssanthis. Rikola, Wien 1926.

### Übersetzungen
- Martha Ostenso: Die tollen Carews. Speidel, Wien 1928.
- Martha Ostenso: Der junge Maimond. Speidel, Wien 1929.
- Martha Ostenso: Die Wasser unter der Erde. Speidel, Wien 1931.